# Fotbalový stadion Střelecký ostrov
Fotbalový stadion Střelecký ostrov  je fotbalový stadion, který se nachází v Českých Budějovicích. Své domácí zápasy na něm hraje SK Dynamo České Budějovice.
Stadion byl postaven v roce 1940. Od roku 2003 na něm probíhala rozsáhlá rekonstrukce. Všechna místa jsou nyní k sezení, čímž se zmenšila kapacita stadionu z původních 12 000 na dnešních 6 681 míst. Do 1. ledna 2009 stadión nesl název název E.ON Stadion, ale společnost E.ON Česká republika neprodloužila smlouvu s Českými Budějovicemi. Od července roku 2008 má stadion vyhřívaný trávník.

## Seznam tribun a jejich kapacit
Zdroj: 
- Západní tribuna (postavena v roce 1972, rekonstruována v červnu 2003, pojme 1 486 diváků)
- Východní tribuna (postavena v říjnu 2003, pojme 2 597 diváků)
- Jižní tribuna (postavena v říjnu 2003, pojme 2 006 diváků)
- Severní tribuna (postavena v srpnu 2006, pojme 592 diváků)

## Mezinárodní utkání
Střelecký ostrov hostil také jedno utkání České fotbalové reprezentace. Ta zde 29. března 2011 odehrála jedno z kvalifikačních utkání Skupiny I na Mistrovství Evropy ve fotbale 2012. Soupeřem byla Lichtenštejnská fotbalová reprezentace. Český výběr zvítězil 2:0 a přiblížil se k postupu na závěrečný turnaj.
Přehled reprezentačních utkání
| Kvalifikace ME 2012 29. března 2011 | Česko               | 2 : 0 | Lichtenštejnsko | České Budějovice                                                     |  |  |
|                                     | Baroš 3' Kadlec 70' |       |                 | Stadion: Střelecký ostrov Diváci: 6681 Rozhodčí: Ovidiu Alin Hategan |  |  |
|                                     |                     |       |                 |                                                                      |  |  |